# فيلبس بطرس الجميل
فيلبس بطرس الجميل (1740 - 1796) البطريرك الماروني الخامس والستون؛ لحبرية قصيرة بين عامي 1795 و 1796.

## حياته
ولد فيلبس الجميل في بكفيا عام 1740، وانخرط في سلك الكهنوت باكرًا، وعينه البطريرك يوسف اسطفان رئيسًا لأساقفة قبرص في 3 أكتوبر 1786. بعد وفاة البطريرك ميخائيل فاضل، التئم المطارنة في بكركي يوم 12 يونيو 1795 وكانوا تسعة وقرروا ترشيح يوحنا الحلو وفيلبس الجميل، على أن يقترع السبعة الباقون ويعتبر فائزًا من يحصل على أربعة أصوات؛ فانتخب فيلبس الجميل. وثبته البابا بيوس السادس في 27 يونيو 1796؛ غير أنه كان قد توفي في 12 أبريل 1796 في دير سيدة بكركي حيث دفن.
حبريته القصيرة لم تحفظ له كثيرًا من الأعمال، فلم يرق سوى اثنين لرتبة المطرانيّة، هما ميخائيل فاضل الثاني رئيسًا لأساقفة بيروت، وإقليمس الخازن رئيسًا لأساقفة دمشق.

## مواقع خارجية
- بطاركة من تاريخ الموارنة على يوتيوب.
- البطاركة الموارنة.(بالإنجليزية)

| سبقه ميخائيل فاضل | بطريرك أنطاكية وسائر المشرق للموارنة 1795 - 1796 | تبعه يوسف بطرس التيان |